# هرمس سلوکی
هرمس سلوکی یکی از فرماندهان سلوکی بود که به اشتباه آن را با پادشاه سلوکی نیز خوانده‌اند او به قدرت طلبی بسیار معروف بود او از اهالی آتروپاتکان متنفر بود و به همین جهت سپاهی تدارک دید و به آتروپاتکان حمله کرد و در نهایت آرته بازان را تابع خود کرد درمدتی که سربازان او در آتروپاتکان پراکنده بودند بسیار مردم را مورد آزار واذیت قرار دادند پس از مرگ آرته بازان به علت زیاده روی در مصرف مشروبات او می‌خواست یکی از خانواده آترو را دست نشانده جدید خود کند اما قبل از آن آرباس علیه او شوروش کرد و باعث جنگ‌های شش ساله یا همان آزادسازی آتروپاتکان شد او پس از سقوط تورس در حالیکه تمامی افرادش کشته شده بودند توانست از تورس فرار کند وسعی کرد خود را به سلوکیه برساند و به جای امنی برسد اما در مرزسلوکیه وآتروپاتکان توسط کمانداران آرته بازان تیرباران شد و کشته شد.